# Phoebe Dynevor
Phoebe Dynevor, née le 17 avril 1995 à Trafford en Angleterre, est une actrice britannique.
Elle se fait remarquer dans les séries télévisées Dickensian, Snatch ou encore Younger.
Elle a acquis une notoriété internationale grâce à son rôle de Daphné Bridgerton dans la série télévisée La Chronique des Bridgerton, diffusée depuis le 25 décembre 2020 sur Netflix.

## Biographie
Phoebe Harriet Dynevor naît à Trafford dans le Grand Manchester en Angleterre, le 17 avril 1995,.
Elle est la fille de l'actrice Sally Dynevor (en), principalement connue pour son rôle dans Coronation Street et du scénariste Tim Dynevor.
Elle a un frère, Samuel Charles Rhys Dynevor (né en 1997) et une sœur, Harriet Fleur "Hattie" Dynevor (née en 2003).
Elle passe ses années d'école maternelle à la Oakfield Nursery School à Altrincham. Elle va ensuite à la Cheadle Hulme School (en) à Cheadle Hulme, une banlieue anglaise du district métropolitain de Stockport, dans le Grand Manchester, où elle a réussi ses examens du A-level.

### Vie privée
Phoebe Dynevor a été en couple avec Simon Merill, un responsable du recrutement, pendant un an de 2013 à 2014. Elle fréquente ensuite l'acteur Sean Teale durant l'année 2017.
De mars à août 2021, elle partage la vie de l'acteur et humoriste américain, Pete Davidson, principalement connu pour sa participation à l'émission Saturday Night Live,,.
Après avoir vécu pendant des années à Manchester, sa ville natale, elle déménage en août 2020 dans le nord de Londres.
En mai 2024, elle se fiance avec son compagnon depuis 2023, Cameron Fuller.

## Carrière

### Les débuts: rôles récurrents et petit rôles à la télévision (2009-2016)
En 2009, Phoebe Dynevor commence sa carrière d'actrice en apparaissant dans la série dramatique télévisée britannique populaire Waterloo Road (en). Elle rejoint le casting de la cinquième saison avec les actrices Jenna Coleman et Sophie McShera et interprète le rôle Siobhan Mailey, une élève du lycée Waterloo Road.
En 2010, elle joue dans un épisode de la première saison de Monroe, une série télévisée médicale britannique. Elle interprète le rôle de Phoebe Cormack.
Les années 2012 et 2013, la voit incarner le personnage de Lauren Miller dans la première et seconde saison de la série télévisée Prisoners' Wives. L'année suivante, elle rejoint la série télévisée The Village avec un rôle récurrent dans la seconde saison. Elle joue le rôle de Phoebe Rundle.
En 2015, elle continue son chemin dans la télévision. Elle joue dans un épisode de la deuxième saison de The Musketeers puis elle décroche un rôle récurrent dans la série télévisée Dickensian crée par Tony Jordan. La série met en scène les personnages iconiques de Charles Dickens dans un quartier de Londres à l'époque victorienne et dans lequel l'inspecteur Bucket enquête sur le meurtre de Jacob Marley, l'associé d'Ebenezer Scrooge. Phoebe Dynevor interprète le rôle Martha Cratchit, la fille de Bob Cratchit (en).
Finalement, l'année 2016 est marquée par son tout premier rôle hors-télévision, avec le premier court métrage avec The Nature of Daylight réalisés par Stuart Hackshaw et Sam Rookes.

### La révélation: passage aux têtes d'affiches et révélation internationale (depuis 2017)
En septembre 2016, il est annoncé que l'actrice interprétera le rôle principal dans la série télévisée Snatch, une adaptation du film britannique Snatch : Tu braques ou tu raques, réalisé par Guy Ritchie et sorti en 2000. Phoebe rejoint ainsi la compagnie des acteurs Luke Pasqualino, Rupert Grint ou encore Lucien Laviscount. Elle interprète le rôle Lotti Mott durant deux saisons, jusqu'en 2018.
En 2017, elle décroche un rôle récurrent dans la célèbre série télévisée Younger avec les acteurs Hilary Duff, Sutton Foster et Nico Tortorella. Elle interprète Clare, une citoyenne irlandaise qui commence à sortir avec Josh après la recommandation de Liza. Elle et Josh planifient ensuite un mariage arrangé en Irlande.
L'année 2019, la voit décrocher le rôle principal de Daphné Bridgerton, aux côtés de Regé-Jean Page, dans la série télévisée La Chronique des Bridgerton, basée sur la série de livres du même titre de Julia Quinn. Produite par Shonda Rhimes, la série se déroule dans la haute-société londonienne lors de la Régence anglaise. La Chronique de Bridgerton est mise en ligne mondialement le 25 décembre 2020 sur Netflix.
La série devient un succès à travers le monde et recueille de nombreux avis positifs et la carrière de Phoebe Dynevor connaît une forte lancée internationale.
En mars 2021, elle décroche son premier rôle principal au cinéma dans le film The Colour Room, auprès de Matthew Goode. Le film suit le parcours d’une femme déterminée de la classe ouvrière, Clarice Cliff, alors qu’elle brise les codes et révolutionne le lieu de travail.
Trois mois après, elle rejoint le casting du prochain film de Matt Spicer, I Heart Murder. Elle sera également parmi le casting du remake anglais de Dix pour cent, Ten Percent.
En août de la même année, il est annoncé qu'elle vient de signer avec Amazon Studios pour produire et jouer le premier rôle de l’adaptation du roman de Naoise Dolan (en), Exciting Times. L'actrice incarnera Ava, l’héroïne du livre, une expatriée irlandaise qui enseigne la grammaire anglaise à de riches enfants de Hong Kong. Là-bas, elle sera prise dans le tourbillon émotionnel d’un triangle amoureux entre un banquier nommé Julian et une avocate baptisée Edith.

## Filmographie

### Cinéma

#### Longs métrages
- 2021 : The Colour Room (en) de Claire McCarthy : Clarice Cliff[25]
- 2023 : Fair Play de Chloe Domont : Emily
- 2025 : Inheritance de Neil Burger : Maya
- 2025 : Beneath The Storm de Tommy Wirkola
- 2026 : Remain de M. Night Shyamalan
- prochainement : I Heart Murder de Matt Spicer (en pre-production)[27]

#### Courts métrages
- 2016 : The Nature of Daylight de Stuart Hackshaw et Sam Rookes : Phoebe
- 2017 : Snatch: Time Heist de Nicolás Alcalá et Rafael Pavon : Lotti Mott

### Télévision

#### Séries télévisées
- 2009 - 2010 : Waterloo Road (en) : Siobhan Mailey
- 2011 : Monroe : Phoebe Cormack
- 2012 - 2013 : Prisoners' Wives : Lauren Mille
- 2014 : The Village : Phoebe Rundle
- 2015 : The Musketeers : Camille (saison 2, épisode 8)
- 2015 - 2016 : Dickensian : Martha Cratchit
- 2017 - 2018 : Snatch : Lotti Mott
- 2017 - 2021 : Younger : Clare O'Brien
- 2020 - 2022 : La Chronique des Bridgerton : Daphné Bridgerton
- 2022 : Ten Percent : Elle-même

## Distinctions
| Année | Récompenses                     | Catégorie                                                                                  | Nomination                  | Résultat   |
| ----- | ------------------------------- | ------------------------------------------------------------------------------------------ | --------------------------- | ---------- |
| 2021  | Satellite Awards 2021           | Satellite Award de la meilleure actrice dans une série télévisée dramatique                | La Chronique des Bridgerton | Nomination |
| 2021  | Screen Actors Guild Awards 2021 | Screen Actors Guild Award de la meilleure distribution pour une série télévisée dramatique | La Chronique des Bridgerton | Nomination |
| 2021  | CANNESERIES                     | Madame Figaro Rising Star Award                                                            |                             | Lauréat    |

## Voix francophones
En France, Emmylou Homs a doublé à deux reprises Phoebe Dynevor.
- Emmylou Homs[31] dans :
  - La Chronique des Bridgerton (série télévisée)
  - Fair Play

Et aussi
- Lucille Boudonnat dans Monroe[31] (série télévisée)
- Anaïs Delva dans Younger[31] (série télévisée)